# Jamuna Rani
K. Jamuna Rani (Tamil: கே ஜமுனா ராணி.) (Nacida el 17 de mayo de 1938 en Andhra Pradesh) es una cantante prolífica de playback o reproducción india que ha interpretado más de 6.000 canciones en telugu, el tamil, canarés, malayalam y los idiomas cingalés.
Rani era la hija del oficial de K. Varadarajulu y Droupathy K., una violinista. Ella primero contribuyó con su voz en una película cuando contaba unos 7 años de edad en el film titulado "Telugu Tyagayya" (1946). A los trece años, Rani fue vocalizar para los personajes principales en películas como "Valayapathy". Ella tenía una propuesta con "Asauym Ennesamum" para interpretar una canción, para la película "Gulebakaavali" en lengua Tamil en 1955.
Rani cantó por primera vez para el cine en Sri Lanka, para la película "Sujatha" en 1953 bajo la dirección del compositor Ananda Samarakoon. Posteriormente, contribuyó a Warada Kageda (1954), Seda Sulang (1955, trabajando de nuevo con Samarakoon), Mathalan (1955), Suraya (1957), y Vana Mohini (1958).

## Filmografía
1. Tyagayya (Telugu, 1946)
2. Drohi (Telugu, 1948)
3. Sujatha (Sinhala, 1953)
4. Parivartana (Telugu, 1954)
5. Gulebakavali (Tamil, 1955)
6. Seda Sulang (Sinhala, 1955)
7. Bhagya Devatha (1959) (playback singer)
8. Sabhash Ramudu (1959) (playback singer)
9. Sivagangai Seemai (Tamil, 1959)
10. Annapurna (Telugu, 1960)
11. Chivaraku Migiledi (Telugu, 1960)
12. Pasamalar (Tamil, 1961)
13. Sabash Raja (1961) (playback singer)
14. Atma Bandhuvu (1962) (playback singer)
15. Kula Gothralu (Telugu, 1962)
16. Manchi Manasulu (Telugu, 1962)
17. Lava Kusa (Telugu, 1963)
18. Aatma Balam (1964) (playback singer)
19. Murali Krishna (Telugu, 1964)
20. Ramudu Bheemudu (Telugu, 1964)

## Premios
- Kalaimamani award from the State Government of Tamil Nadu in 1998.
- Aringnar Annadurai award in 2002.